# Provincie Mikawa

Mapa japonských provincií se zvýrazněnou provincií Mikawa

Provincie Mikawa (japonsky: 三河国; Mikawa no kuni) byla stará japonská provincie, na jejímž území se dnes rozkládá východní polovina prefektury Aiči.
Mikawa na západě sousedila s provincií Owari a na východě s provincií Tótómi. V 16. století zde vládl Tokugawa Iejasu (1542–1616), zakladatel posledního šógunátu (období Edo). Proběhla zde bitva u Nagašina (1575), ve které porazil Nobunaga Oda společně s Tokugawou Iejasuem Takedu Kacujoriho. Hlavním městem bylo Okazaki, město se stejnojmenným hradem založeným roku 1455. Události 16. století popisuje historický román Taiko Eidži Jošikawy.